# 武嶋聡
武嶋 聡（たけしま さとる、1976年2月19日 - ）は、日本のミュージシャン。岐阜県出身。

## 人物
サックス、フルート、クラリネットなどを中心としたマルチリード奏者として活動し、楽曲のアレンジなども手掛ける。
EGO-WRAPPIN'のサポートバンド・THE GOSSIP OF JAXXのサックスプレーヤーとしての活動を中心に、ネタンダーズ、WUJA BIN BIN への参加などバンド活動を精力的に行っている。また、トータス松本、星野源、Superfly、the HIATUS、レキシ、ハナレグミ、さかいゆうなどをはじめ、様々なアーティストの楽曲アレンジ、ライブサポート、レコーディングに参加。

## 略歴
13歳からサックスを始める。大阪大学で軽音スイングに所属。在学中より音楽活動を開始。
1990年代末、EGO-WRAPPIN'のサポートメンバーとなる。
2008年、ネタンダーズに正式加入。
2009年2月18日、所属するTHE GOSSIP OF JAXXがEGO-WRAPPIN'との共同名義でアルバム『EGO-WRAPPIN' AND THE GOSSIP OF JAXX』をリリース。
2010年、ケイタイモ（ATOM ON SPHERE/ex.BEAT CRUSADERS/ex.Mong Hang）が結成したWUJA BIN BIN（ウジャビンビン）に参加。

## 参加バンド
- THE GOSSIP OF JAXX（EGO-WRAPPIN'のサポートバンド）
- EGO-WRAPPIN' AND THE GOSSIP OF JAXX
- ネタンダーズ
- WUJA BIN BIN

## サポートミュージシャンとしての参加
- レキシ : レキシネーム「TAKE島流し」として参加
- トータス松本：主にT.Saxとして参加[6]
- 星野源：主にSax, Clarinetとして参加[7]
- ハナレグミ : 主にSax, Fluteとして参加[8]

## 参加作品
EGO-WRAPPIN'
- 満ち汐のロマンス（S.Sax, T.Sax, Flute）
- Night Food (T.Sax, Flute）
- merry merry (Flute, T.Sax）
- ON THE ROCKS! (T.Sax, Flute, Clarinet, S.Sax）
- ないものねだりのデッドヒート (T.Sax, Clarinet, Flute）
- steal a person's heart (Flute）

## 出演

### テレビ
- 「ムジカ・ピッコリーノ」（シーズン5）（2017年4月7日 - 8月18日、NHK教育テレビ） 機関士ブルーノ役[4]